# Jacques Ruisseau
 (janvier 2023).
Si vous disposez d'ouvrages ou d'articles de référence ou si vous connaissez des sites web de qualité traitant du thème abordé ici, merci de compléter l'article en donnant les références utiles à sa vérifiabilité et en les liant à la section « Notes et références ».

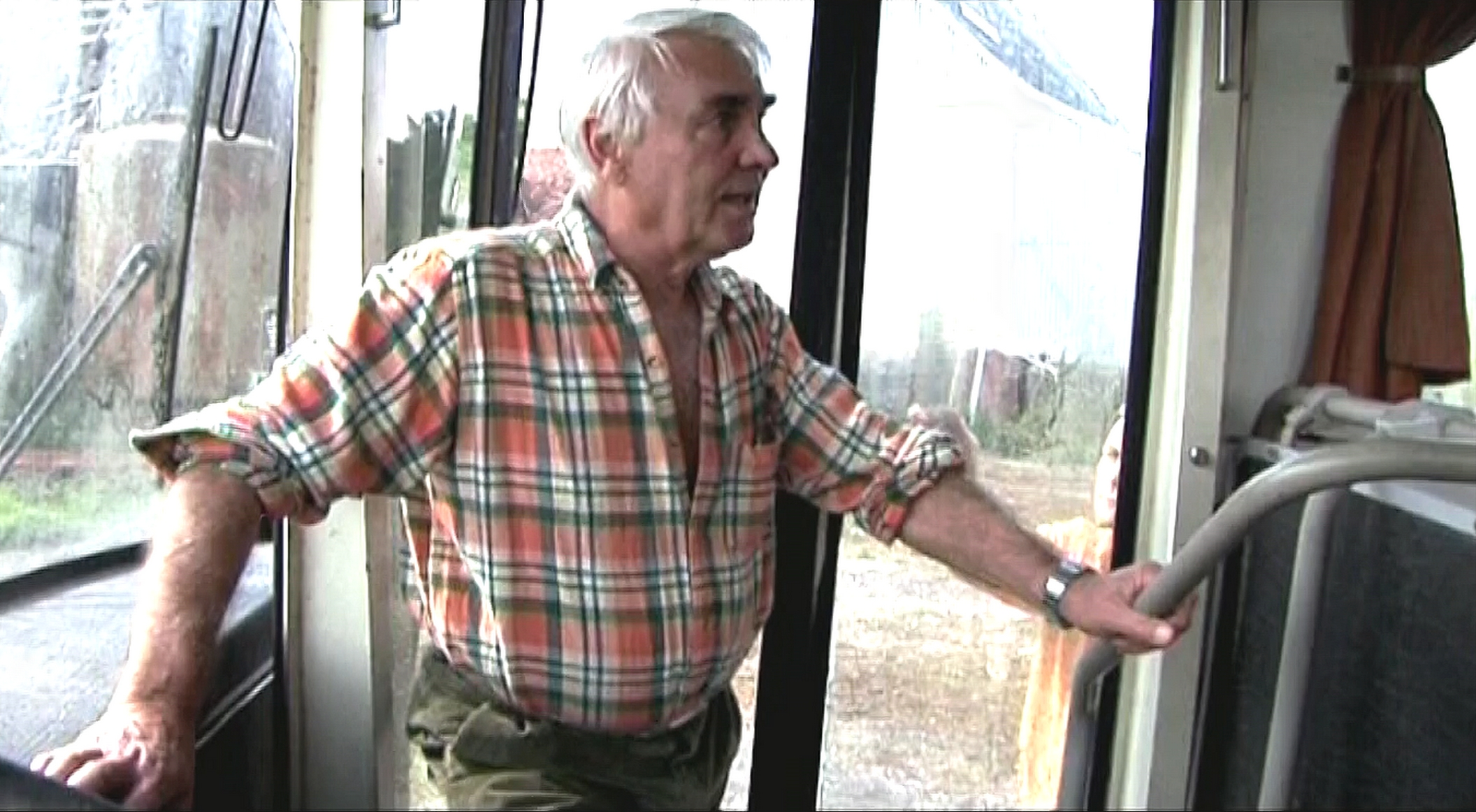
Jacques Ruisseau dans Cartel des Anges.

Jacques Ruisseau, né le 20 décembre 1931 à Corbeil-Essonnes, est un acteur français.

## Biographie
Il fut les premiers temps ouvrier (dès l'âge de 14 ans) durant quelques années, d'abord comme imprimeur, puis rectifieur sur machine aux usines Renault de Boulogne-Billancourt, puis fut « grouillot » dans une compagnie d'assurance et ensuite vendit des journaux à la criée. En 1950-51 à Paris, il fréquente l'École nationale supérieure des arts et techniques du théâtre, l'École de la rue Blanche (avec son cousin Jacques Pierre qui est devenu réalisateur de télévision).[réf. nécessaire]
Il a été l'élève de Teddy Bilis, Georges Chamarat et Robert Manuel. Il a été l'assistant metteur en scène de Raymond Rouleau (en particulier 4 ans au Théâtre National de Belgique) et de Marcelle Tassencourt. 

Il est arrivé second du concours « Naissance d'une Étoile », dont le lauréat fut Claude Berri, le célèbre acteur-réalisateur-producteur, qu'il a eu le plaisir de mettre en scène dans Il est passé par ici.[réf. nécessaire]
Jacques Ruisseau est surtout connu pour son rôle de l'étudiant en médecine, « Étienne Chantournel », dans le premier feuilleton télévisé quotidien français Le Temps des Copains de Jean Canolle et Robert Guez (avec Henri Tisot, Claude Rollet, Maryse Méjean en 1961-1963 (plus le film du même nom).[réf. nécessaire]
Il a fait beaucoup d'adaptations synchrones de dialogues de films et séries télévisées (métier que lui a appris Geneviève Le Forestier, la mère de Maxime Le Forestier) et a été directeur artistique de doublages pendant une bonne vingtaine d'années, au cours desquelles il lui est arrivé de diriger Daniel Gélin, Michel Piccoli, Pierre Vaneck, Richard Bohringer et bien d'autres, à noter les parents de Catherine Deneuve.[réf. nécessaire]
Il fait les tournées théâtrales avec des acteurs principaux renommés de l'époque comme Claude Laydu et de la génération des artistes d'avant-guerre dont Pierre Blanchar. Et ce dernier en particulier fut le parrain de sa fille Dominique Ruisseau (sculptrice), en l'honneur de Dominique Blanchar (fille de Pierre).[réf. nécessaire]

## Télévision
- 1960 : (À Bruxelles) Korzak et les enfants avec Christian Barbier, émission « en direct »
- 1961 : Le Temps des copains, feuilleton télévisé de Robert Guez : « Étienne Chantournel »
- 1962 : L'inspecteur Leclerc enquête de Marcel Bluwal ; épisode 5 (Les blousons gris : Un jeune voyou)
- 1966 : Oblomov de Ivan Gontcharov, roman adapté et mis en scène et joué par Marcel Cuvelier, rôle du « journaliste » (tenu précédemment au Studio des Champs-Élysées), réalisateur du direct télévisé Roger Kahane
- 1971 : Les Enquêtes du commissaire Maigret de Claude Barma, épisode : Maigret à l'école, rôle de l'instituteur Monsieur Ruisseau

## Théâtre
- 1950-51 : Centre Dramatique de la Rue Blanche, Paris
- 1952-53-54 : Centre Dramatique de l'Ouest, Rennes et tournées, 3 ans (Direction: Hubert Gignoux)
- 1954 : Théâtre Hébertot La Condition humaine de André Malraux, mise en scène Marcelle Tassencourt[2].
- 1956 : Théâtre de Poche Montparnasse à Paris  dans Une Lettre perdue de Ion Luca Caragiale, mise en scène et adaptée par Marcel Cuvelier, rôle de « l'électeur en goguette »
- 1957 : 
  - Théâtre de Lutèce Vénus et les poissons de ?, mise en scène Michel-Eugène Ferrand-Duvernay, puis en tournée durant 2 mois.
  - Théâtre de l'Atelier Les Oiseaux de Lune de Marcel Aymé et tournée en France et étranger
- 1958-1960 : Théâtre de Poche de Bruxelles : 2 ans.
- 1963 : Studio des Champs-Élysées  avec Marcel Cuvelier interprétant le personnage principal d'« Oblomov »
- 1966 : Théâtre Saint-Germain, création de ZORGLUB de Richard Bohringer, (avec Serge Sauvion)
- ??Tournées Daniel Crouet (acteur-doublage metteur en scène) : adaptation du film Les Quatre Cents Coups de  François Truffaut, (et 5 autres pièces, dont ?)

## Doublage

### Cinéma

#### Films
- 1939[3] : Monsieur Smith au Sénat de Frank Capra
- 1968 : La Nuit des morts-vivants : Johnny
- 1969 : Tintin et le Temple du soleil : le vendeur de journaux
- 1971 : Johnny s'en va-t-en guerre de Dalton Trumbo
- 1973 : La Planète sauvage de René Laloux
- 1973 : La Dernière Corvée de Hal Ashby
- 1975 : La Flûte à six schtroumpfs : Schtroumpf #1
- 1980 : Les Blues Brothers de John Landis
- 2007 : Cartel des Anges[4], court-métrage de Jordan Diow

## Radio
- 1952-65 RTF : Plusieurs épisodes pour Les Maîtres du mystère
- (En Belgique) "A l'Est d’Éden" reprise du rôle « Cal Trask » (VO. James Dean).

fut directeur artistique pour Jean-Paul Blondeau de Télétactica diff. 1982, Jacques Barclay (Libra Films - Start), Jean-Pierre Barrot (Télécinex); Jean Demeocq.[réf. nécessaire]